# Konrad Wilhelm Albrecht Thaer
Konrad Wilhelm Albrecht Thaer (6 de agosto de 1828 - 13 de diciembre de 1906) fue un agrónomo, botánico alemán.

## Biografía
Hijo mayor de Albrecht Philip Thaer y nieto de Albrecht Daniel Thaer.
Su carrera académica comenzó en 1846 como estudiante de ciencias naturales en la Universidad de Heidelberg. En 1847 se trasladó a la Academia de Agricultura de Möglin, y desde 1848 estudió ciencias naturales y economía en la Universidad de Berlín. Allí defendió en 1851 una tesis sobre el campo de la zoología para el doctorado. Luego trabajó durante dos años como agrónomo práctico en Inglaterra y Escocia. En 1853 se hizo cargo de la gestión de las dos fincas de su padre.
De 1859 a 1861, fue profesor en la Academia Agrícola de Möglin. En 1860 obtuvo el título de profesor de la Facultad de Artes de Berlín para el campo de la agricultura. Desde 1861 fue profesor, y desde 1866 como profesor asociado en el Instituto de Capacitación Agrícola en Berlín. En 1866 fundó en Berlín el después famoso Club de agricultores.
Desde 1871, tuvo una cátedra en la Universidad de Giessen, siendo profesor titular del Departamento de Agricultura y nombrado director del Instituto Agrícola recién formado. Durante 30 años, hasta su jubilación en 1901, trabajó allí como un buen maestro e investigador. Dio conferencias en todas las ramas de la ciencia agrícola. De acuerdo con sus planes de un laboratorio agrícola, se lo construyó y equipó en un campo de pruebas.
Thaer desarrolló una actividad científica y periodística animada. Ciencia Históricamente destacable es su 1871 su conferencia académica inaugural "Die Landbauwissenschaft als Universitäts-Disziplin" ("La ciencia a la agricultura como una disciplina universitaria"). Entre sus publicaciones más importantes, el libro publicado por primera vez en 1877 fue "System der Landwirthschaft" ("Sistema de la agricultura") resultante de conferencias sobre la economía total de la tierra. En varias otras publicaciones, se ocupó de temas históricos agrícolas. Ampliamente utilizado en la práctica agrícola era su libro "Die landwirthschaftlichen Unkräuter" ("Malas hierbas económicas en agronomía").
Fue en el año académico 1884-1885 rector de la Universidad de Giessen y titular de consejero privado desde 1896.
El 6 de octubre de 1853 se casó en Berlín con Adelaide Clementine Mannkopf (1829-1896). La pareja tuvo siete hijos, entre ellos el reformista de la escuela de Hamburgo Wilhelm Albrecht Thaer.

## Algunas publicaciones
- Über den Anbau der Lupine. Berlín 1859.

- Die Wirthschaftsdirection des Landgutes. Berlín 1861; 2ª ed. 1879; 3ª ed. 1896 = Thaer-Bibliothek v. 50. 136 p.

- Die Landbau-Wissenschaft als Universitäts-Disziplin. Academische Antrittsrede gehalten am 6. Mai 1871 in der Aula der Ludwigs-Universität zu Gießen. Berlín 1871.

- Ueber ländliche Arbeiter-Wohnungen. Deutsche Zeit- und Streit-Fragen. Ed. Habel, 1872, 36 p.

- System der Landwirthschaft. Berlín 1877; 2ª ed. 1896.

- Die altägyptische Landwirthschaft. Ein Beitrag zur Geschichte der Agricultur. Berlín, 36 p. 1881.

- Die landwirthschaftlichen Unkräuter. Farbige Abbildung, Beschreibung und Vertilgungsmittel derselben. Berlín 1881 52 p. 2ª ed. 1893; 3ª ed. 1905; 4ª y 5ª ed. de von Otto Appel ebd. 1923 u. 1927.

- La abreviatura «Thaer» se emplea para indicar a Konrad Wilhelm Albrecht Thaer como autoridad en la descripción y clasificación científica de los vegetales.[1]

## Literatura
- Albert Orth. Albrecht Thaer †. 13. Dezember 1906 zu Gießen. Gedächtnisrede gehalten am 25. Februar 1907 im Berliner Verein Deutscher Landwirtschaftsbeamten. En: Nachrichten aus dem Klub der Landwirte zu Berlín 503, 1907, p. 4644-4649.

- Ph. Walther. Zum 100. Geburtstage von Geheimen Hofrat Prof. Dr. Thaer. En: Deutsche Landwirtschaftliche Presse 55, 1928, p. 457-458

- Albrecht Conrad Thaer. Zu seinem 100. Geburtstage. En: Jahrbuch der Gesellschaft für Geschichte und Literatur der Landwirtschaft 27, 1928, p. 23-25.

- Eduard von Boguslawski. Konrad Wilhelm Albrecht Thaer (1828-1906) / Professor der Landwirtschaftswissenschaft. En: Gießener Gelehrte in der ersten Hälfte des 20. Jahrhunderts. Ed. de Hans Georg Gundel, Peter Moraw & Volker Press. Tl. 1: Veröffentlichungen der Historischen Kommission für Hessen 35. Lebensbilder aus Hessen v. 2. Marburgo 1982, p. 955-959.